# Costo medio
In economia il costo medio è il rapporto tra il costo totale C e la quantità di merce x:
{\displaystyle \langle C\rangle ={\frac {C}{x}}}

## Microeconomia
In microeconomia la precedente approssimazione non è generalmente accettata e si assume per il costo totale un più alto sviluppo di MacLaurin: 
{\displaystyle C(x)\sim \sum _{n=0}^{N}{\frac {C^{(n)}(0)}{n!}}x^{n}},

Curve del costo medio, marginale, fisso unitario e variabile unitario con costo totale cubico

dove N>1 è l'ordine dello sviluppo (solitamente 3), C0 corrisponde al totale dei costi fissi e gli altri termini ai costi variabili. Dividendo per la quantità x si ha il costo medio, dello stesso ordine ma in generale non coincidente col costo marginale:
{\displaystyle \langle C\rangle \sim \sum _{n=0}^{N}{\frac {C^{(n)}(0)}{n!}}x^{n-1}}
Mentre la sua derivata prima vale:
{\displaystyle \langle C\rangle '={\frac {xC'-C}{x^{2}}}=\langle C'\rangle -{\frac {\langle C\rangle }{x}}\sim \sum _{n=0}^{N}{\frac {C^{(n)}(0)}{(n-2)n!}}x^{n-2}}
Il minimo del costo medio cade nel punto di intersezione che ha con la curva del costo marginale. Infatti nel minimo la derivata prima deve essere nulla:
{\displaystyle \langle C\rangle '=0\rightarrow \langle C\rangle =x\langle C'\rangle =C'}
Se il costo totale ha andamento parabolico anche il costo medio ha solitamente concavità positiva (forma a "U"):
- all'inizio il costo marginale decresce, quindi il costo medio diminuisce rapidamente perché si riduce il costo richiesto per produrre via via quantità addizionali di prodotto;
- quando il costo marginale comincia a crescere, la diminuzione del costo medio diventa meno rapida, fino ad annullarsi quando costo marginale e costo medio sono uguali;
- superato tale punto, il costo marginale risulta ancora crescente e, pertanto, cresce anche il costo medio; cresce tuttavia meno del costo marginale, in quanto questo è relativo all'ultima quantità prodotta, mentre il costo medio viene calcolato tenendo conto anche delle unità prodotte con costo marginale minore.

## Il costo medio in tecnica attuariale
In particolare, in tecnica attuariale, il costo medio, è il rapporto tra il costo totale dei sinistri (pagati e riservati) il numero dei sinistri (sempre pagati e riservati) ed è uno dei componenti nella determinazione del premio puro.
Nel 2004, ad esempio, il costo dei sinistri pagati e riservati sul mercato dell'R.C. auto italiano era di 4457595186 €, mentre il numero dei sinistri era di 1.147.686.
Di conseguenza, il costo medio era di 3883,98 € (fonte dati: ANIA)
Le determinanti principali del costo medio sono:
- L'incidenza dei danni alle persone sul numero totale dei sinistri
- L'incidenza dei danni liquidati in contenzioso
- i costi di riparazione dei veicoli